# C23H28N4O3
化学式C23H28N4O3（摩尔质量：408.5 g/mol）可能指：
- N-吡咯烷基原尼秦，CAS号：3038401-95-2
- 异硝氮平，CAS号：3053113-12-2
- N-哌啶基依托尼秦，CAS号：734496-28-7

|  | 这个同类索引页列出了具有相同分子式的化学物（即同分異構體）条目。 除非您是有意链接至本页，否则应将相应条目的内部链接指向正确的条目。 |